# كمكران
كمكران هي بلدية في مقاطعة سان ميغيل في السلفادور في قارة أمريكا الشمالية.